# Кораловий замок
Кора́ловий за́мок (англ. Coral Castle) — кам'яна структура, створена у 20-х — 50-х роках ХХ століття ексцентричним латвійським емігрантом у США Едвардсом Лідскалниншем (Лідскалнінш, Лідскалнін; 1887—1951) на північ від міста Гомстед (Флорида) поза міськими межами повіту Маямі-Дейд. Структура включає численні мегаліти (головним чином вапняк, сформований з коралу), кожен з яких важить кілька тонн.
Створення Коралового замку оточують міські легенди, згідно з якими його збудував одноосібно Едвардс Лідскалнинш, використовуючи таємні знання, можливо, про магнетизм Землі.

## Архітектура

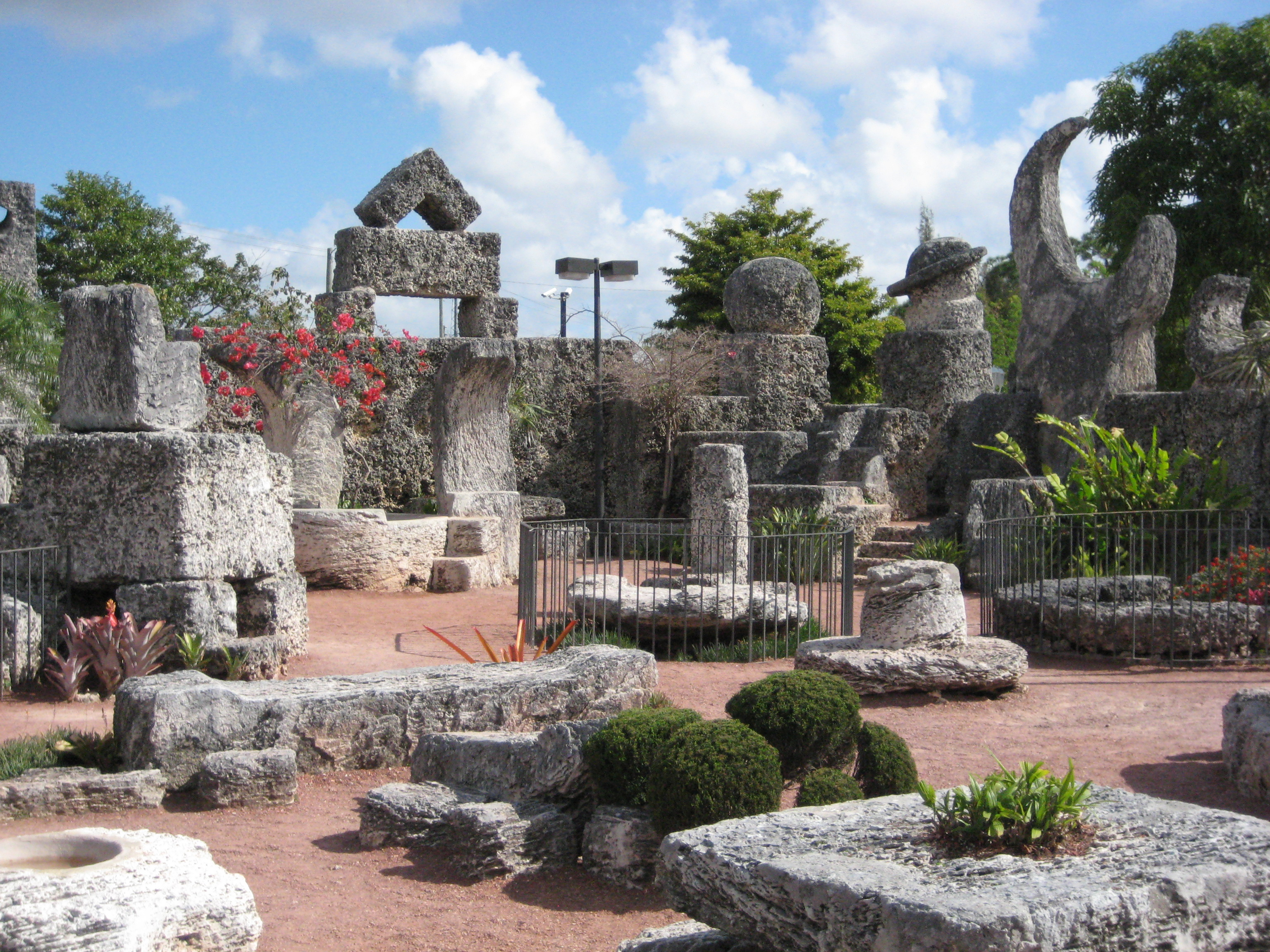
Подвір'я замку

Замок виготовлений з коралового ооліту. Розташований на території, обнесеній кам'яною стіною. Кожна її секція має 2,4 м у висоту, 1,2 м в ширину, 0,9 м у товщину і важить понад 5,8 тонн. Там розташовані:
- ворота масою 9 тонн, які, проте, відкриваються від доторку пальця[5] завдяки тому, що встановлені на підшипнику[6];
- стіл у формі Флориди — географічно правильне заглиблення на ньому у 20 см, заповнене водою, зображає озеро Окічобі[5];
- 20-тонний «телескоп», обеліск заввишки 6 м із круглим вирізом, який вказує на Полярну зірку[5];
- сонячний годинник, який показує час і дні рівнодення та сонцестояння[5];
- «тронна зала» — колекція з кількох кам'яних крісел, одне з яких зроблене так, що коли в ньому сидять двоє людей, то крісло може розгойдуватися[5];
- «найбільша валентинка у світі» — стіл у формі серця вагою 2,5 тонни з лавками[5].

## Історія створення

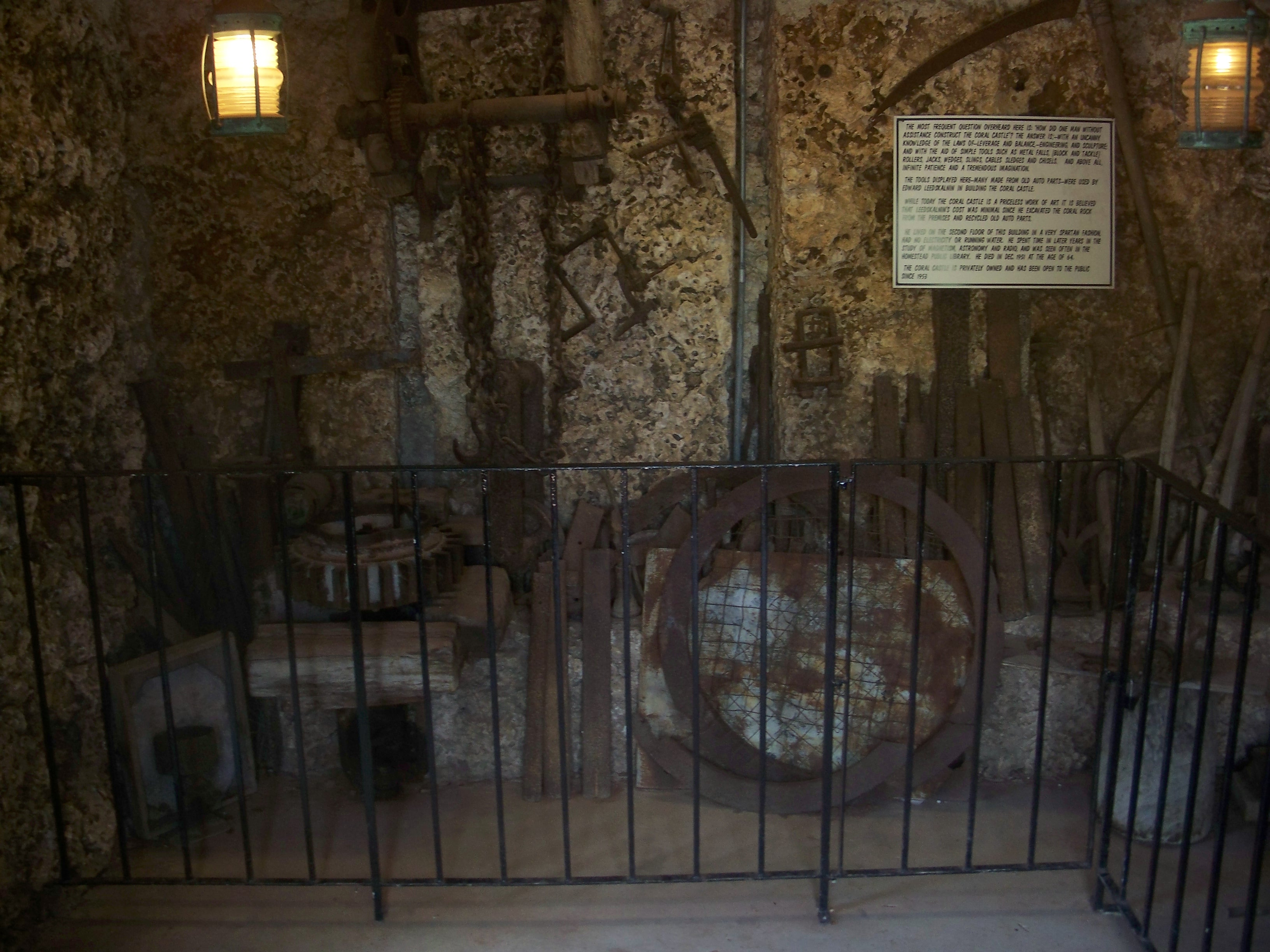
Інструменти, якими користувався автор

Автор споруди Едвардс Лідскалнинш народився в Латвії в родині каменярів у 1887 році. Він емігрував до Америки, а у 26 років заручився з 16-річною Агнес Скаффс.
Легенда стверджує, що Едвардс Лідскалнинш вирішив спорудити замок у Флорида-Сіті, аби довести, що він здатен зробити щось величне після того, як Агнес покинула його в день весілля у 1916 році. Крім того, він був самозваним філософом і випустив серію памфлетів на політичні, соціальні та побутові проблеми.
Лідскалнинш жив у Канаді, Каліфорнії та Техасі, поки не переїхав до Флориди, намагаючись подолати туберкульоз. Оселившись у Флорида-Сіті у 1918 році, у 1928 році він почав будівництво замку.
Будівництво Коралового замку Лідскалнинш тримав у таємниці. Коли у 1936 році він дізнався, що біля його дому планується будівництво, він купив землю за 10 миль і протягом наступних 3-х років переніс початі споруди з Флорида-Сіті до Госмтеду. Його друг Орвал Ірвін був будівельним підрядником з глибоким знанням техніки будівництва. У 1996 році вийшла книга Ірвіна, де описано, як будувався Кораловий замок. Митець різьбив і ліпив, використовуючи лише шківи та важелі, взяті з автомобільних та залізничних звалищ. Лідскалнинш стверджував, що використовував давно втрачені секрети будівництва пірамід.
До 1940 року Лідскалнинш завершив більшу частину внутрішнього оздоблення, а потім почав зводити стіни у 8 футів заввишки навколо ділянки. Він заробляв на життя, проводячи екскурсії замком і продаючи брошури про свою роботу й погляди. Крім того, він отримував кошти за право проїзду по його земельній ділянці, бо там збудували шосе.
Після смерті Лідскалнинша у 1951 році від уремії майно перейшло до його племінника, а потім до родини з Іллінойсу. Новий власник, Юліус Левін, придбав ділянку, навіть не знаючи про замок на ній, у 1952 році. Сам творець споруди називав її «Замок Еда», але Юліус Левін в 1950-і дав йому сучасну назву «Кораловий замок». На території замку відбувалося знімання кількох фільмів. Споруду було додано до Національного реєстру історичних місць у 1984 році. Популярність Коралового замку суттєво зросла у 1990-і завдяки публікаціям про нього в інтернеті.

## Спроби пояснення будівництва

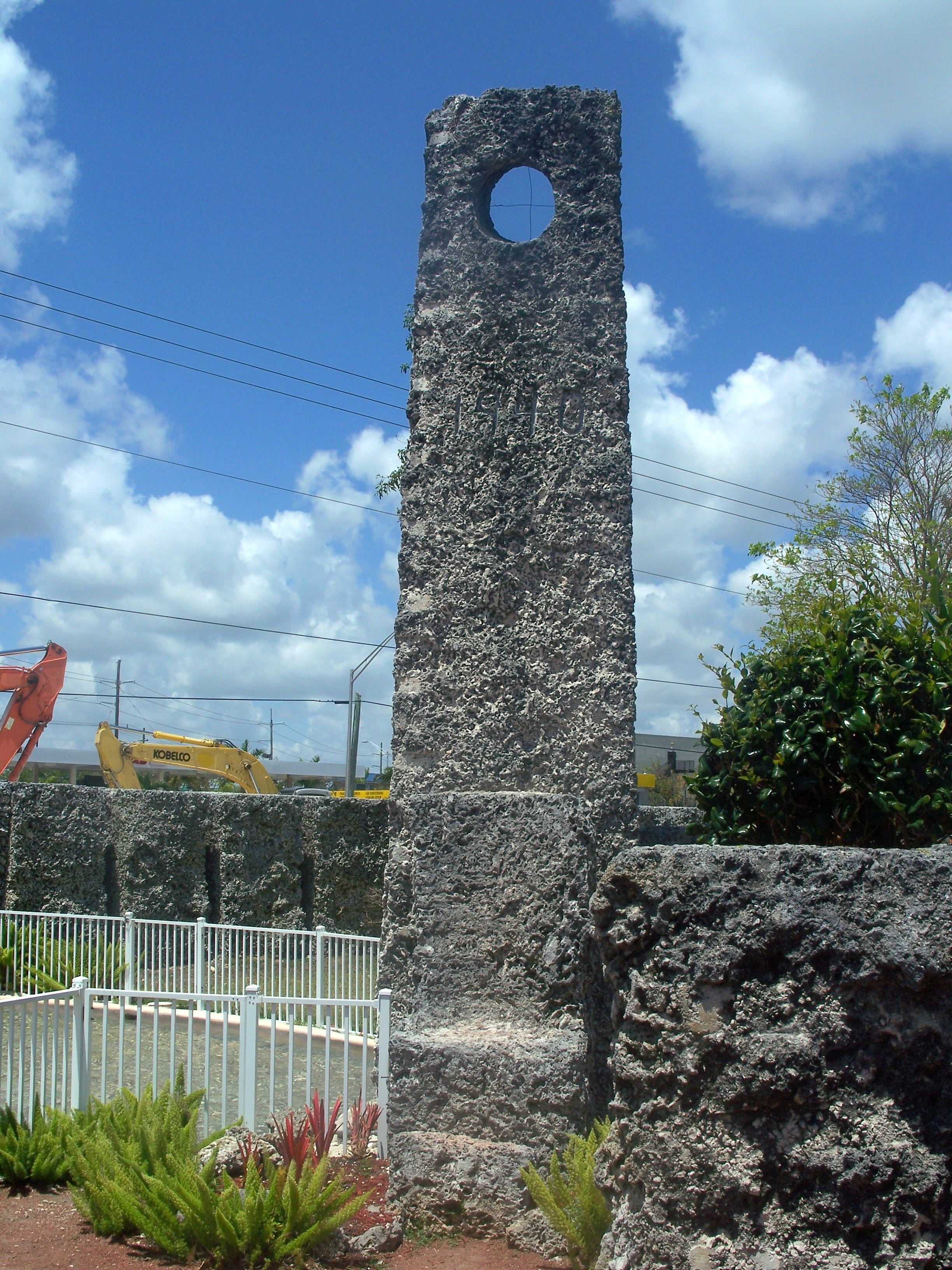
«Телескоп»

Найчастіше загадку спорудження Коралового замку намагаються пояснити за допомогою ірраціональних або паранаукових теорій та гіпотез. Зокрема, вказують на захоплення Лідскалнинша питаннями природного магнетизму Землі. Інше популярне пояснення полягає в тому, що митець нібито відкрив таємницю антигравітації, за допомогою якої збудували єгипетські піраміди. Цьому сприяють його записи, в яких Лідскалнинш міркував, що гравітація — це магнетизм, отже, її можна ослабити, наприклад, електромагнітом. Як підтвердження наводяться слова дітей, які казали, що бачили, як митець переміщував камені повітрям. Є версія, що блоки порожнисті всередині та були якимось чином «відлиті».
Друг Лідскалнинша, Орвал Ірвін, пояснював будівництво Коралового замку відмінним знанням механіки та вважав образливим для автора підміняти його працьовитість якимось секретом.
Американський письменник і продюсер, скептик містицизму Браян Даннінг, доводив, що наявні фото Лідскалнинша цілком пояснюють як він будував свій замок. За допомогою триногих опор і багатоступінчастих шківів він міг піднімати важкі камені лише власною силою, подібно як Архімед піднімав ними цілий корабель. Експерименти Воллі Воллінгтона з відтворення технологій будівництва Стоунгенджу показують, що навіть одна людина здатна переміщувати багатотонні камені, якщо користується правильним обладнанням і має багато наполегливості.

## Цікаві факти
- Обертові ворота Коралового замку зламалися у 1985 році. Для їх ремонту у 1986 році знадобився 20-тонний кран і два тижні праці. Відтоді ворота легко обертаються в один бік, але в інший — тільки з зусиллям[15].
- У 2020 році компанія Epic Games додала до відеогри Fortnite локацію «Кораловий замок». Власниця Коралового замку, компанія Coral Castle, подала в суд, стверджуючи, що віртуальна локація використовує образ реальної споруди без дозволу[16].